# 秋野病院
秋野病院（あきのびょういん）は、山形県天童市にある医療機関。

## 概要
国道13号沿いに位置。
病院の"暗い"と思われがちなイメージを打ち破り、開放的な施設にしたいという想いから、病院の屋上には天文台が存在する。運営をしている医療法人社団斗南会の斗南会は北斗七星からきている。
秋野病院を開設した秋野睦は元々は県外の人物であったが、秋田県に勤務していた時に当時の天童市長と懇意になり、天童市に病院を開業して欲しいと誘われたことが一つのきっかけとし、天童市に開設することとなった。同じ時期に山形大学医学部附属病院が創設されたことも天童市での開設を後押ししたという。

## 年表
- 1973年（昭和48年）8月 - 秋野睦により開設。（病床数72床）
- 1978年（昭和53年）9月 - 病棟、管理棟増改築（病床数98床）
- 1981年（昭和56年）11月 - 体育館落成。（2011年3月解体）
- 1984年（昭和59年）3月 - 病棟増改築。（病床数158床）
- 1984年（昭和59年）11月 - 秋野睦の死去を経て医療法人社団斗南会設立。
- 1990年（平成2年）1月 - 精神科作業療法開始。
- 1993年（平成5年）9月 - 改築、構造設備変更。（病床数170床）
- 1999年（平成11年）11月 - 病棟新築、全面改築。（病床数230床）
- 2009年（平成21年）10月 - 病床数が226床となる。
- 2013年（平成25年）7月 - 増改築工事竣工。

## アクセス
- 電車
  - JR天童駅より約7分。
- バス
  - 天童駅より村山方面行き乗車→押切バス停下車徒歩7分

無料駐車場あり（42台）

## 関連施設
- ラ・フォーレ天童
- ラ・フォーレ天童のぞみ
- ラ・フォーレ天童ケアハウス・グループホーム
- 大野胃腸科内科医院